# 江彥雄
江彥雄畢業於成功大學化學工程系、美國佛羅里達大學化學工程博士及美國賓夕凡尼亞大學華頓(Wharton)管理學院。積極的參與台灣的環保工作，曾經審查台塑六輕建廠及中油五輕建廠。並且致力於技術轉移在台灣生根的工作。也在環保及科技上有特殊的建樹，撰寫3D理化遊樂場由天下文化出版，採用3D動畫來解釋物理及化學原理。